# Boruro de magnesio

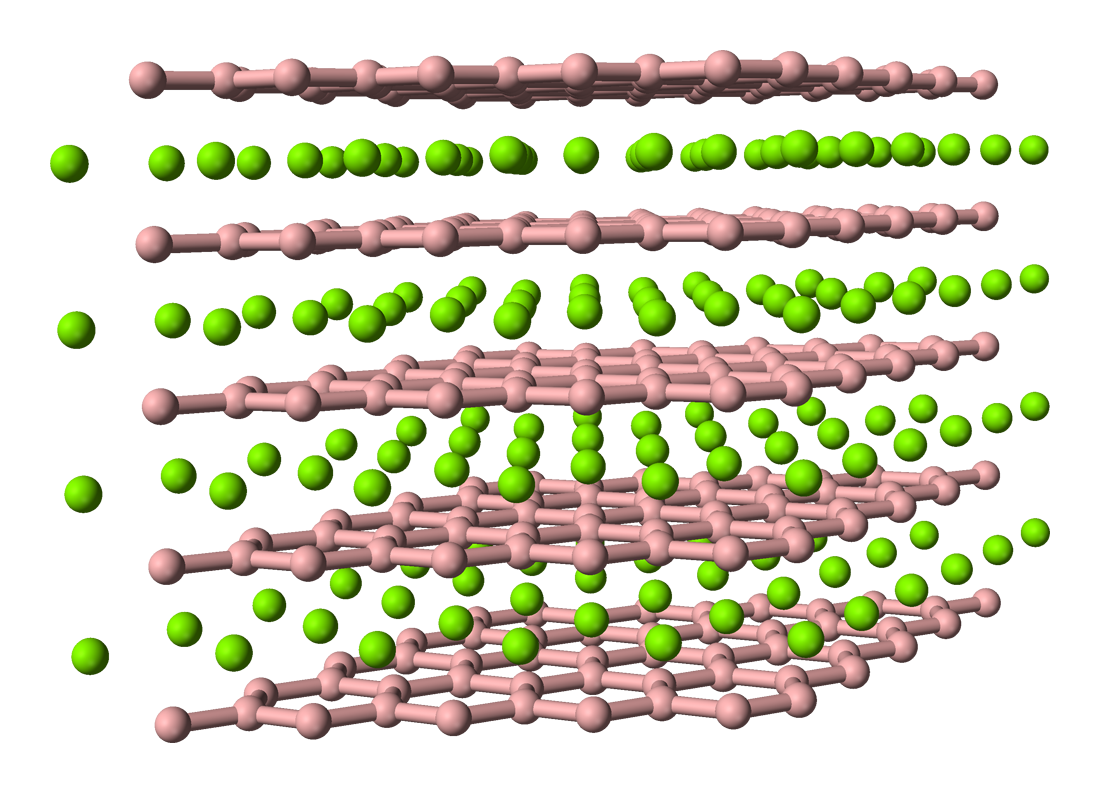
Estructura cristalina del boruro de magnesio, con el boro de color rosa y el magnesio de color verde.

El boruro de magnesio o diboruro de magnesio (MgB2) es un superconductor convencional cuya temperatura crítica es de 39 K, lo que lo convierte en el superconductor convencional de temperatura crítica más elevada que se conoce.
Aunque se sintetizó por primera vez en 1953, no fue hasta 2001 que se descubrieron sus propiedades superconductoras. Su bajo coste y el hecho de que se conoce muy bien su comportamiento microscópico gracias a la teoría BCS, lo convierte en uno de los superconductores más interesantes.

## Sintetización
No es sencillo obtener diboruro de magnesio puro, ya que en las muestras suele quedar cierta cantidad de óxido de magnesio. Hay varias formas de sintetizarlo. La manera más sencilla es haciendo reaccionar a alta temperatura polvos de magnesio y boro. Estos dos elementos comienzan a reaccionar a 650 °C. No obstante, dado que el magnesio funde a 652 °C, la reacción se produce por difusión de vapor de magnesio a través del boro. A las temperaturas de reacción típicas la sinterización es mínima, si bien la recristalización es suficiente como para permitir que haya corriente eléctrica por efecto túnel entre granos (un fenómeno conocido como efecto Josephson).

## Aplicaciones
La gran ventaja del boruro de magnesio es la posibilidad de fabricar cables con el mismo, una propiedad que no tienen las demás cerámicas superconductoras.